# Frankenbach (Heilbronn)

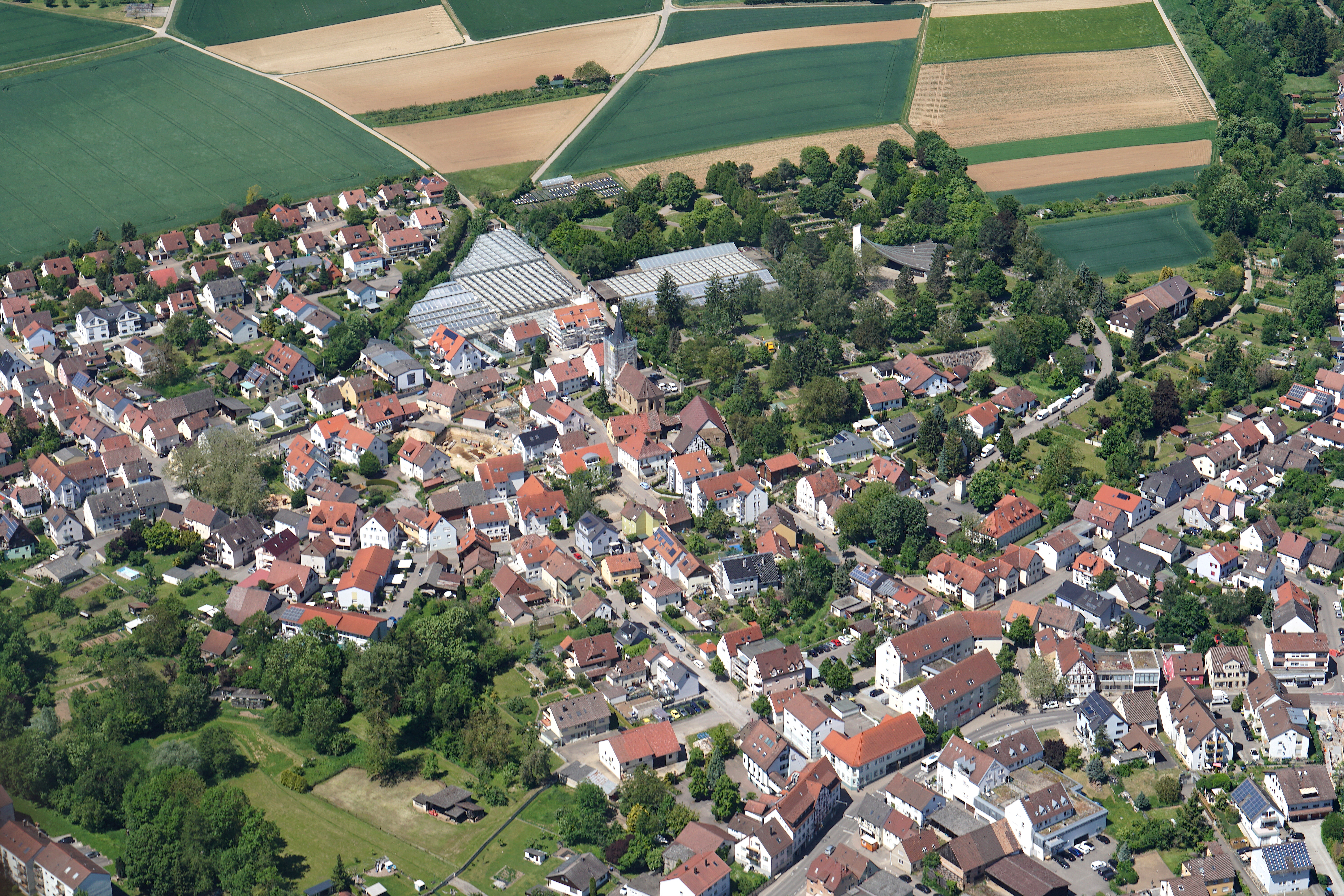
Die Ortsmitte von Frankenbach

Frankenbach ist ein Stadtteil von Heilbronn, der bereits im späten Mittelalter zu der Reichsstadt gehörte, später selbstständige Gemeinde war und 1974 wieder eingemeindet wurde.

## Lage
Frankenbach liegt nordwestlich der Heilbronner Innenstadt, ca. 4,5 km Luftlinie vom Zentrum entfernt, im Tal des Leinbachs. Die alte Ortsmitte liegt nördlich des Leinbachs. Seit dem Zweiten Weltkrieg hat sich die Besiedlung zu beiden Seiten des Leinbachs und auch längs des diesem von Norden zufließenden Rotbachs sowie auf einige umliegende Höhenzüge ausgebreitet. Nach Süden und nach Osten hat sich die Bebauung bis auf wenige hundert Meter der der ebenfalls gewachsenen Heilbronner Stadtteile Böckingen und Neckargartach angenähert. Die Gemarkung von Frankenbach erstreckt sich noch ungefähr zwei Kilometer nordwestlich der Bebauung über größtenteils landwirtschaftlich genutzte Flächen, inmitten derer der im 19. Jahrhundert nach Frankenbach eingegliederte Hipfelhof liegt.

## Geschichte

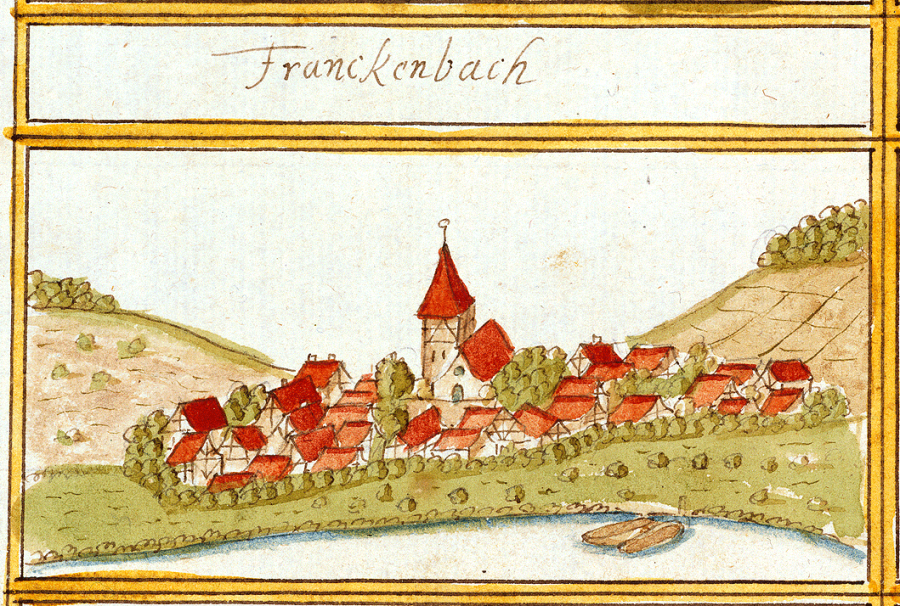
Frankenbach 1684 in den Kieserschen Forstlagerbüchern

Frankenbach liegt an einer alten Römerstraße zum Kastell in Böckingen. Als Francunbach wird der Ort erstmals in einer Schenkung an das Kloster Lorsch im Jahre 767 erwähnt. 807 wird nochmals Francunbach in pago Gardachgowe, Frankenbach im Gartachgau, in einer Schenkung des Widegowo erwähnt. In Frankenbach soll es eine Burg gegeben haben, wovon die Flurnamen Burgäcker und Schanze sowie ein Platz namens Burgstall herrühren. Die Albanskirche wurde angeblich auf der Burg errichtet. Noch immer ist nördlich der Albanskirche ein tiefgehender Graben zu sehen, der einst den ganzen Ort umgeben hat.
Besitz im mittelalterlichen Frankenbach hatten das Stift Nonnenmünster in Worms, der Deutsche Orden, das Klarakloster, das Katharinenspital und die Pfarrpflege in Heilbronn, das Heiliggeistspital und das Dominikanerkloster in Wimpfen sowie die Herren von Gemmingen und die Herren von Remchingen. Georg der Dicke von Gemmingen trat 1426 seinen Anteil an Frankenbach an Heinrich von Remchingen ab. Dieser hat Frankenbach (und Weiler) an die Herren von Talheim verpfändet, die den Ort wiederum an die Reichsstadt Heilbronn weiterverpfändeten, die ihrerseits vom Deutschen Orden auch das Patronatsrecht in Frankenbach erlangte. Martin Göler von Ravensburg, ein Neffe Georgs des Dicken, versuchte von 1438 bis 1441 vergeblich, einen Teil von Frankenbach zurückzugewinnen.

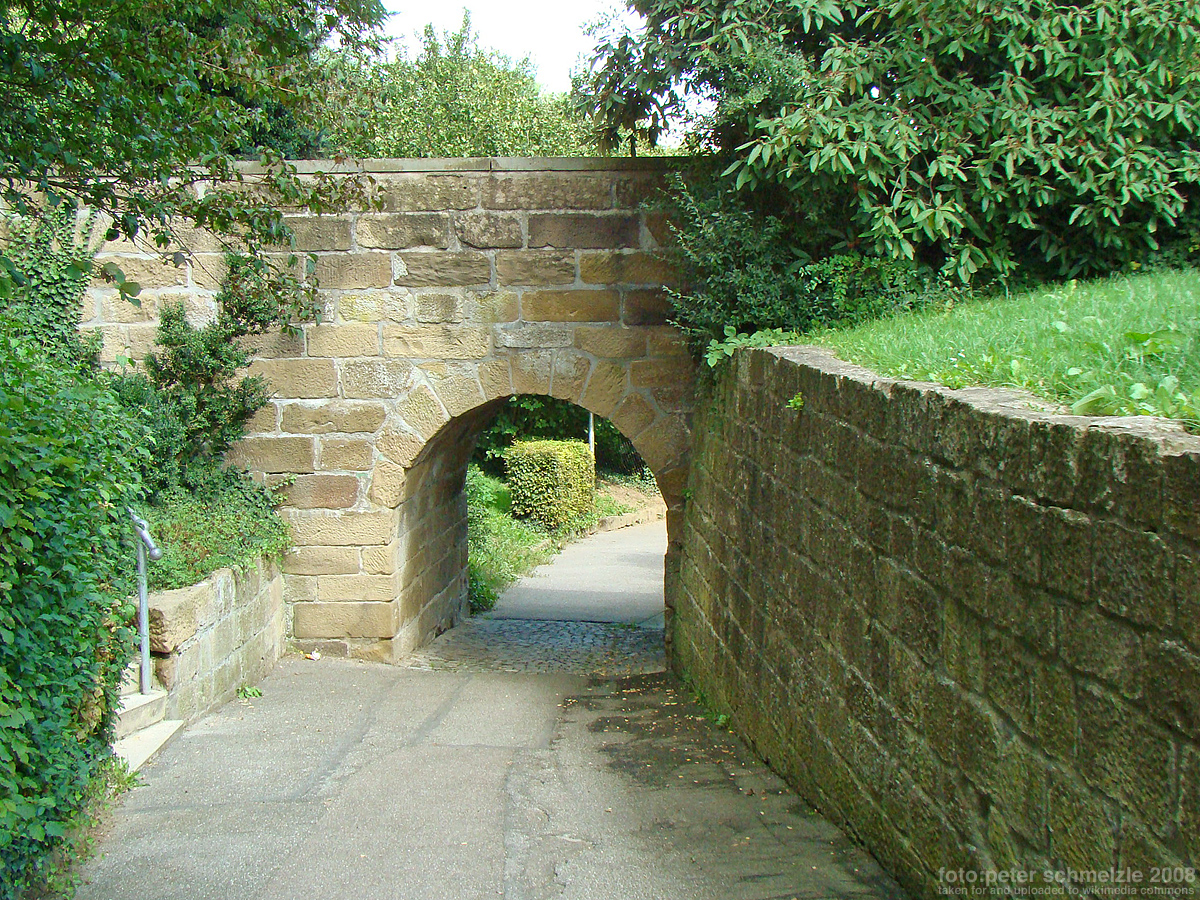
Überreste des alten Dorfgrabens bei der evangelischen Albanskirche

Der Ort war mehrfach von Kriegen der frühen Neuzeit betroffen. 1439 wurde Frankenbach wie Böckingen in der Fehde mit Benningen in Brand gesteckt. Im Oktober des Jahres 1550 schlug die spanische Armee unter Kaiser Karl V. in Wimpfen ihr Hauptquartier auf, dabei marschierten spanische Soldaten in die links des Neckars gelegenen Dörfer Böckingen und Frankenbach ein, die geplündert und gebrandschatzt wurden. Am 7. Mai 1622 nach der Schlacht bei Wimpfen und erneut am 25. November desselben Jahres wurde Frankenbach von Tillys Soldaten gebrandschatzt. 1634 wurde Frankenbach von der kaiserlichen Armee erneut in Brand gesteckt und ausgeraubt. Am 17. August 1675 und erneut 1693 brannte die französische Armee Frankenbach nieder, nachdem sie die Kirchenglocken mitgenommen hatte.
Nach dem Ende der reichsstädtischen Zeit Heilbronns wurde Frankenbach 1803 selbstständige Gemeinde, die zum Oberamt Heilbronn zählte. Durch die einstige Zugehörigkeit blieb eine hohe Verflechtung mit der Stadt Heilbronn bestehen, die sich später durch Gas- und Wasserversorgung sowie durch Abwasserentsorgung und Stadtbusverbindung usw. ausdrückte. Im 19. Jahrhundert wurde der Hipfelhof nach Frankenbach eingegliedert. Außer der bestimmenden Landwirtschaft gab es in Frankenbach noch Sand- und Kiesgruben. Die Bevölkerung arbeitete auch zunehmend in den in Heilbronn und Neckargartach entstandenen Industriegebieten und wuchs auf knapp 1700 Einwohner im Jahr 1901. Das Einwohnerwachstum drückte sich auch in dem Bedarf nach einem zweiten Schulhaus aus, nachdem das alte Schulhaus an der Kirchstraße nicht mehr ausreichte. Um die Jahrhundertwende wurde daher an der Hauptstraße am südlichen Ortsende (heute Ecke Saarbrückener Straße/Brechhausstraße) ein zweites Schulhaus errichtet. Die Freiwillige Feuerwehr Frankenbach gründete sich 1886. Eine erste Turnhalle wurde in den frühen 1920er Jahren erbaut. Sie diente später der Feuerwehr als Magazin und ging später im heutigen Bauhof auf. Die evangelisch-methodistische Gemeinde errichtete sich 1932 im Ortskern eine eigene Kirche. 1936 erhielt der Ort ein Freibad.
1939 wurden 2270 Einwohner gezählt, Ende 1945 waren es 2459.

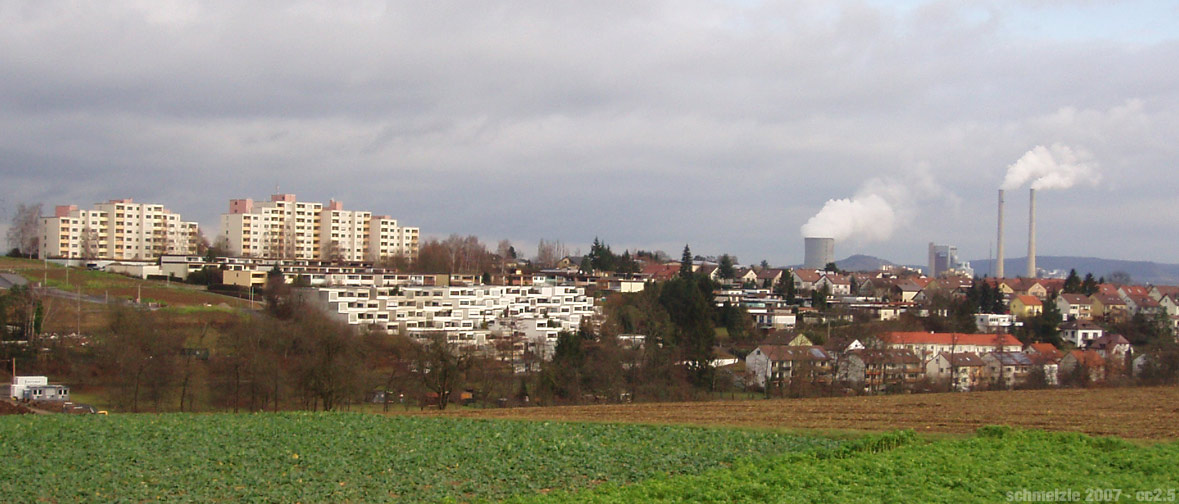
Wohngebiet Maihalde, im Hintergrund das Kraftwerk Heilbronn

Nach dem Zweiten Weltkrieg gab es konkrete Planungen des Landratsamts Heilbronn für den Bau einer großen Wohnsiedlung für bis zu 5000 Menschen auf dem Gelände des Hipfelhofs auf Frankenbacher Gemarkung, wofür sich dann aber vom Eigentümer nicht die benötigten Flächen gewinnen ließen, so dass die Bundesmustersiedlung schließlich einige Kilometer nordöstlich bei Neckarsulm errichtet wurde (heute Neckarsulm-Amorbach) und der Hipfelhof als Hofgut erhalten blieb. Doch auch ohne das Hipfelhofprojekt änderte Frankenbach nach dem Zweiten Weltkrieg durch die Erschließung großer Neubaugebiete sein Gesicht grundlegend und wuchs in nahezu alle Himmelsrichtungen. Alleine in den 1960er und 1970er Jahren entstanden Neubaugebiete auf einer Fläche von 24 Hektar, darunter das im Nordwesten Frankenbachs auf einem Höhenzug gelegene Wohngebiet Maihalde. Gleichzeitig fand auch im Ortskern ein Strukturwandel statt, indem immer mehr Bauern aus dem Ortskern in Aussiedlerhöfe nördlich des Ortes wechselten. 1954 entstand eine Mehrzweckhalle, 1964 wurde ein der angewachsenen Bevölkerungszahl angemessenes großes Schulzentrum mit Grund- und Hauptschule sowie Lehrschwimmbecken eingeweiht. Das alte Schulhaus an der Kirchstraße wich dem Schnepfbrunnenplatz, das gründerzeitliche Schulhaus am südlichen Ortsende wurde abgerissen und das Grundstück 1969 mit einem neunstöckigen Hochhaus überbaut. In der seit dem 14. Jahrhundert belegten Frankenbacher Mühle endete der Mühlenbetrieb 1970, das benachbarte Brückenhaus, eine alte Zollstation, wich dem Neubau der Leinbrücke. Das im Leintal gelegene alte Schafhaus, zuletzt als Sozialwohnung genutzt, wurde in den frühen 1970er Jahren mit einem neuen Wohnkomplex überbaut. Das Frankenbacher Freibad im Leintal schloss 1972, an seiner Stelle wurde ein Spielplatz angelegt.

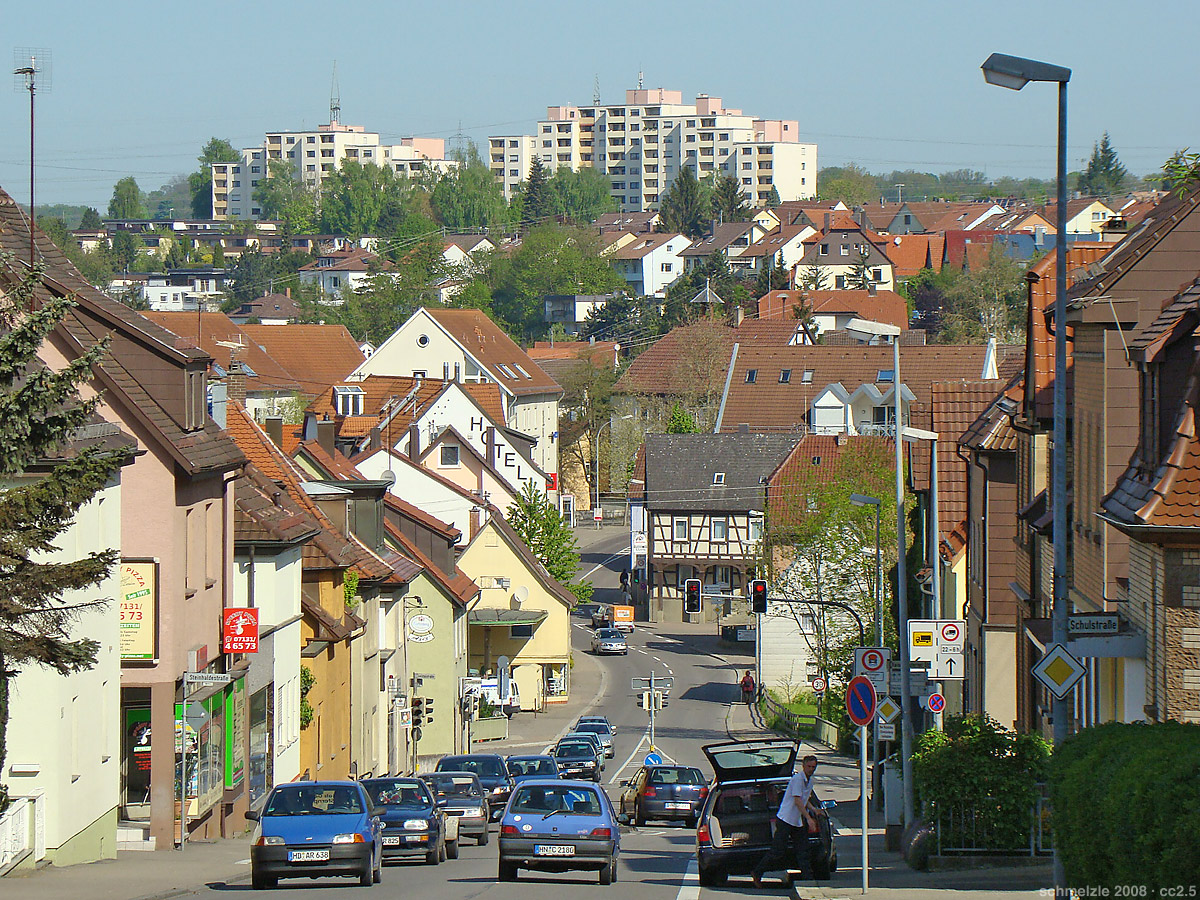
Blick von Süden über Frankenbach

Trotz der umfangreichen Baumaßnahmen und Strukturänderungen war die Gemeinde strukturell und finanziell geordnet, als am 1. April 1974 die Eingemeindung nach Heilbronn erfolgte. Zu diesem Zeitpunkt hatte Frankenbach rund 5200 Einwohner, die Gemarkungsfläche betrug rund 900 Hektar. Zwischen Frankenbach und dem Heilbronner Stadtteil Neckargartach befindet sich das größte Heilbronner Pumpwerk, das die Wasserversorgung fast aller Stadtteile regelt.
Der Strukturwandel des Ortes setzt sich bis in die Gegenwart fort. Der Versuch der Industrieansiedlung war nur von kurzer Dauer. Die Maschinenbaufirma Passat, die ein Werk für Industriewäschetrockner an der Würzburger Straße unterhielt, siedelte an einen anderen Standort um, das Werksgelände wurde mit einem Supermarkt überbaut. Der traditionelle Einzelhandel, die Gasthäuser und alten Bauernhäuser verschwinden sukzessive aus dem Ortsbild. Die alte evangelisch-methodistische Kirche in der Ortsmitte wurde 1985 abgerissen und mit einem Wohnkomplex überbaut. Wenig später fiel die Altbebauung gegenüber dem alten Rathaus und wurde mit neuen Wohn- und Geschäftshäusern am Rathausplatz überbaut. Frühere Geschäftsstraßen wie die Backhausstraße sind heute fast reine Wohnstraßen.

## Politik

### Bezirksbeirat
Wie die ebenfalls im Zuge der baden-württembergischen Gemeindereform eingemeindeten Stadtteile Biberach, Horkheim, Kirchhausen und Klingenberg hat auch Frankenbach einen Bezirksbeirat. Auf Beschluss des Heilbronner Gemeinderats gibt es seit 2014 in jedem Stadtteil einen Bezirksbeirat mit jeweils zehn Mitgliedern. Dort werden kommunalpolitische Themen vorberaten, die den Stadtteil betreffen. Der Bezirksbeirat Frankenbach setzt sich nach der Kommunalwahl 2014 aus drei SPD-Rätinnen, drei CDU-Räten und je einem Vertreter von FDP, Freien Wählern, Grünen und AfD zusammen. Die SPD stellt die Sprecherin, die CDU den Stellvertreter.

### Stadträte
Im Heilbronner Gemeinderat wird Frankenbach nach der Kommunalwahl 2014 von einer Stadträtin und einem Stadtrat vertreten.

### Wappen

Wappen Frankenbachs

Frankenbach hatte kein eigenes Siegel, was aus der Tatsache zu schließen ist, dass Heilbronn für die Frankenbacher siegeln musste. Erst im 20. Jahrhundert erhielt Frankenbach ein eigenes Wappen.
- Das Wappen mit Pfluggeräten und "F": Das Wappen Frankenbachs von 1903 zeigte auf rotem Hintergrund eine blaue Pflugschar, flankiert von zwei Pflugmessern. Darunter war der schwarze Buchstabe "F" zu sehen.
- Das Wappen mit Rechen und Bach: Seit dem Jahr 1910 zeigt das Wappen von Frankenbach in einem horizontal, mittig geteilten Schild oben den fränkischen Rechen, unten einen Bach. Der Bach nimmt Bezug auf den Ortsnamen und macht das Wappen zum sprechenden Wappen.

## Bau- und Kulturdenkmäler

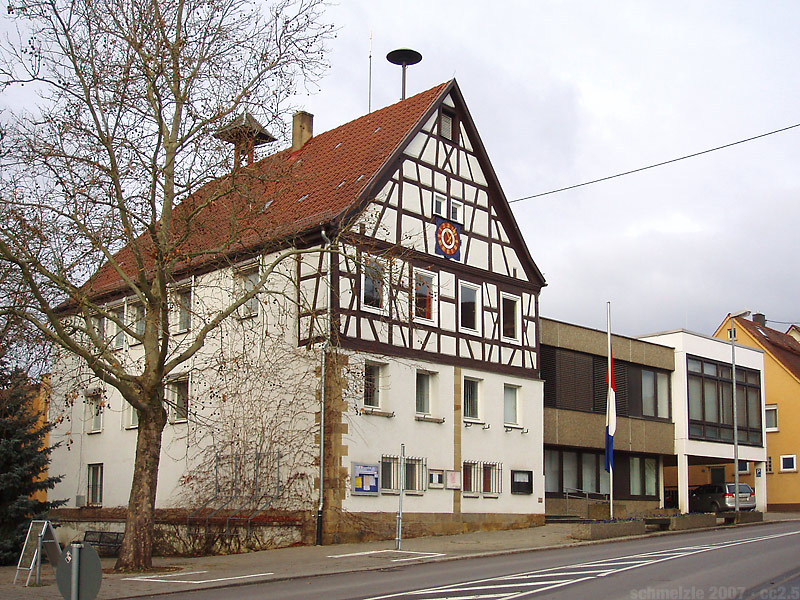
Altes Rathaus

- Die evangelische Albanskirche wurde erstmals 1476 erwähnt. Bei der Kirche verläuft ein Rest des ehemaligen Dorfgrabens mit Böschungsmauern aus Werksteinquadern und einer Bogenbrücke von 1824. Bei der Kirche befindet sich außerdem das Frankenbacher Kriegerdenkmal von 1938. Das nahegelegene barocke evangelische Pfarrhaus in der Kirchstraße 4 wurde 1695 erbaut und 1756 erneuert.
- Die katholische St.-Johannes-Kirche wurde als Filialkirche der Böckinger Kirche St. Kilian ab 1972 errichtet und am 22. Dezember 1974 geweiht. Seit 1980 bildet Frankenbach mit den Böckinger Wohngebieten Kreuzgrund und Schanz eine eigene katholische Pfarrei.
- An der Hauptstraße (B 39) liegen das Alte Rathaus, ein zweistöckiger Bau aus dem 18. Jahrhundert, sowie das historische Gasthaus Stern. Das ehemalige Gasthaus Lamm in der Stauchenstraße hat ein ungewöhnlich gewölbtes Dach. Im weiteren Verlauf der Stauchenstraße ist noch der frühere Dorfgraben mit Steinbrücke von der Kirche zum Friedhof erhalten.
- Es gibt mehrere denkmalgeschützte Wohnhäuser, darunter das als Wohnstatt eines Schäfers außergewöhnlich städtische Haus Bohl und das Wohnstallhaus in der Kirchstr. 17.
- Der Hipfelhof ist ein außerhalb Frankenbachs gelegenes Hofgut mit mehreren historischen Einzelbauten wie der Cotta’schen Villa oder der Mühle.

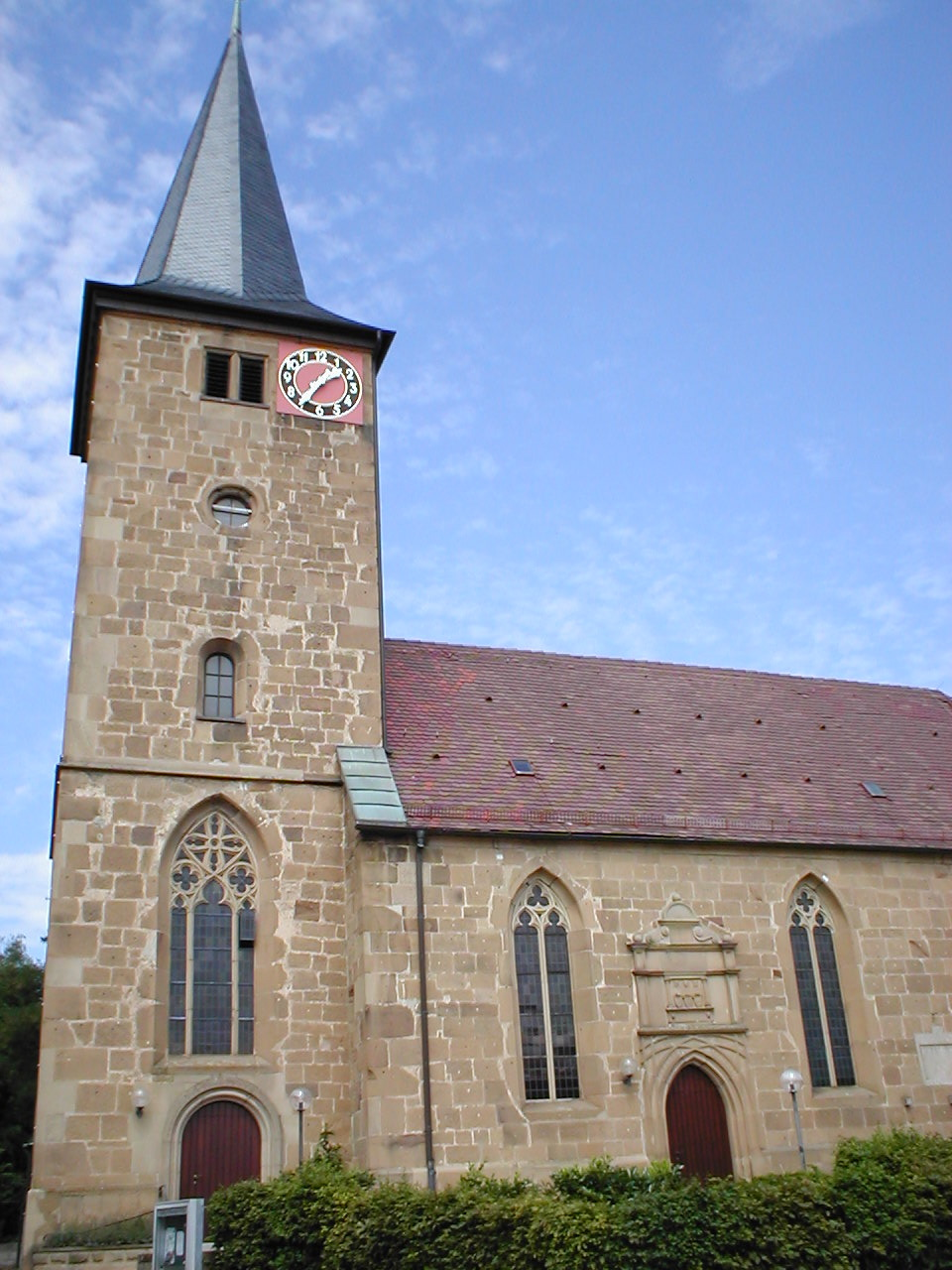
Albanskirche
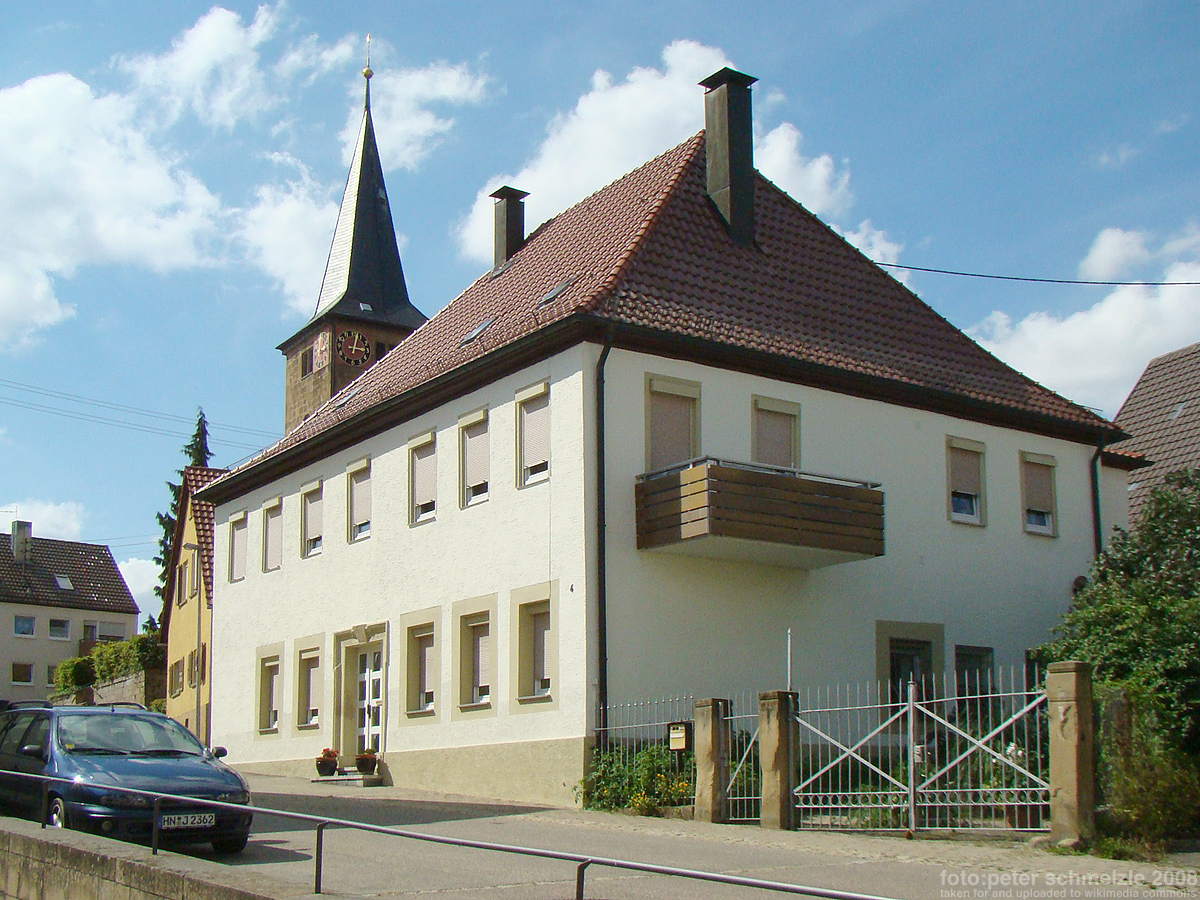
Evangelisches Pfarrhaus
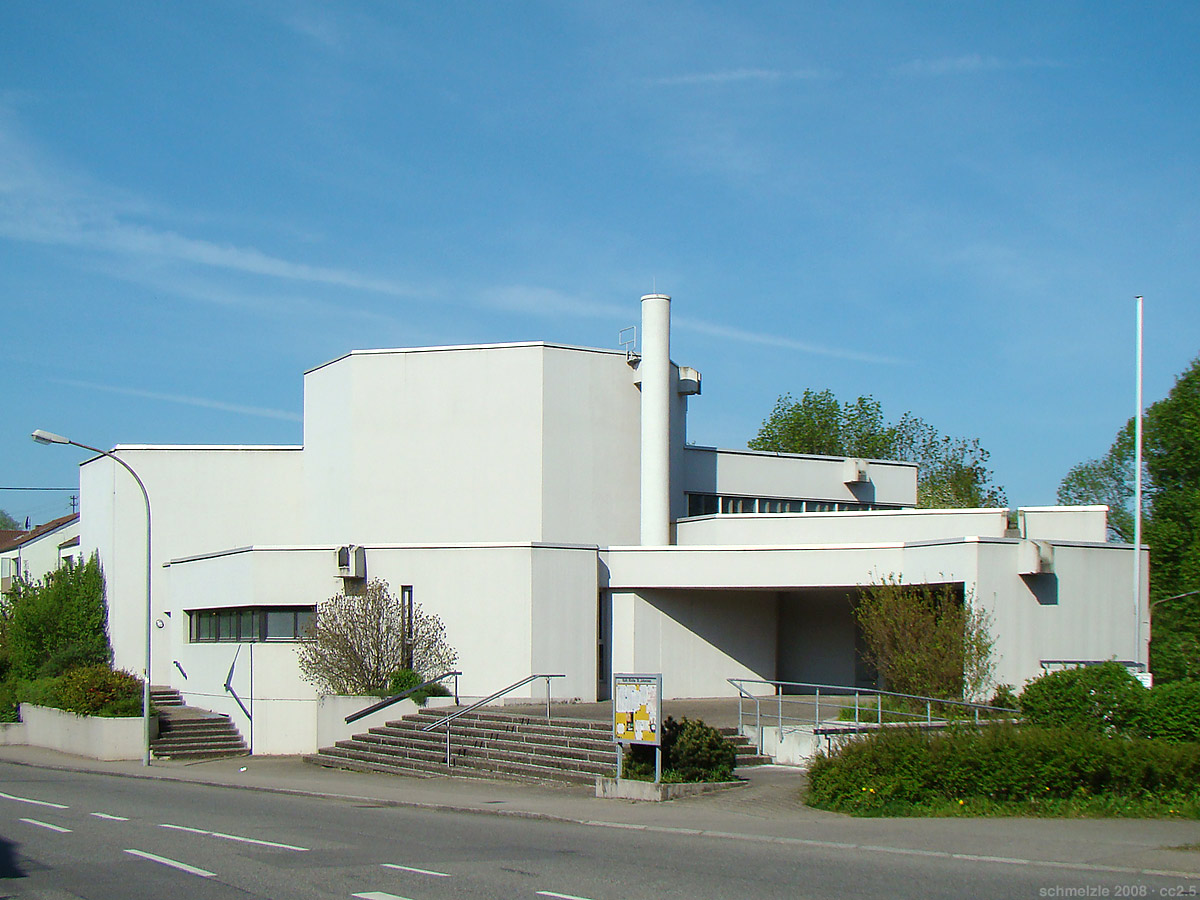
Johanneskirche
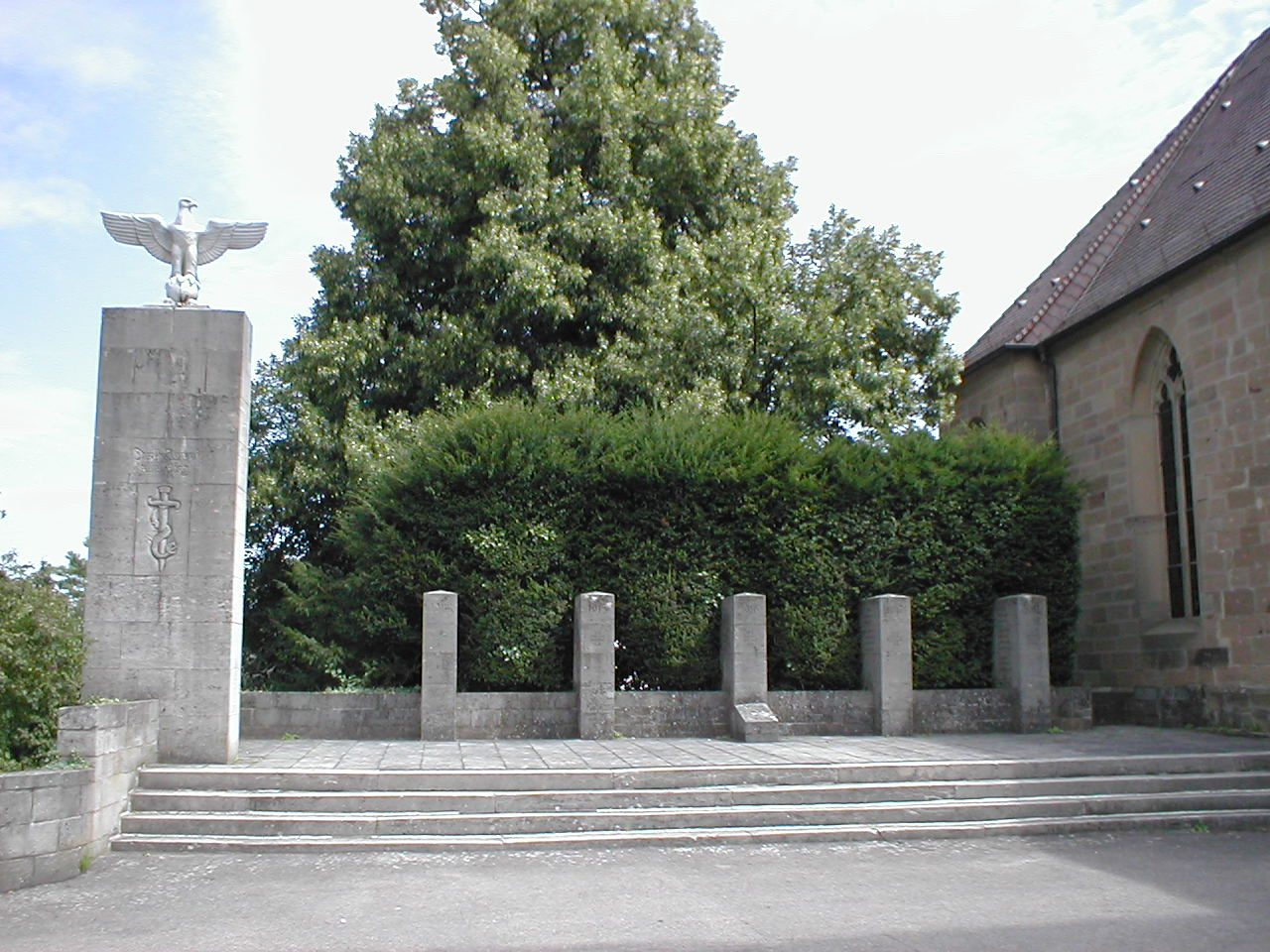
Kriegerdenkmal von 1938

## Persönlichkeiten
- Friedrich Reichert (1824–1907), Schultheiß und Landtagsabgeordneter
- Martin Hunger (1893–1986), Maler, lebte von 1929 bis nach dem Zweiten Weltkrieg in Frankenbach
- Martin Hautzinger (* 1950), Psychologe und Hochschullehrer, ist in Frankenbach geboren

## Utzname der Bevölkerung
Der Utzname der Frankenbacher lautet Blunsa.
Dieser Name geht darauf zurück, dass ein Metzger aus Frankenbach in Heilbronn Wurst eingekauft haben soll. Auf einer Anhöhe zwischen Böckingen und Frankenbach soll sein Pferd erschöpft gewesen sein. Um dem Pferd eine Ruhepause zu ermöglichen, suchte der Metzger vergeblich nach einem Stein, um ihn als Unterlegkeil für das Fuhrwerk zu verwenden. Er verwendete deshalb eine zuvor eingekaufte Blunsa, eine Blutwurst, als Bremsklotz. Dabei wurde er beobachtet.